# Liam Gordon (football, 1999)
Liam Gordon, né le 15 mai 1999 à Croydon, est un footballeur international guyanien jouant poste d'arrière gauche à Port Vale.

## Biographie

### En sélection
En juin 2019, il est retenu par le sélectionneur Michael Johnson afin de participer à la Gold Cup organisée aux États-Unis, en Jamaïque et au Costa Rica.